# スラスト軸受

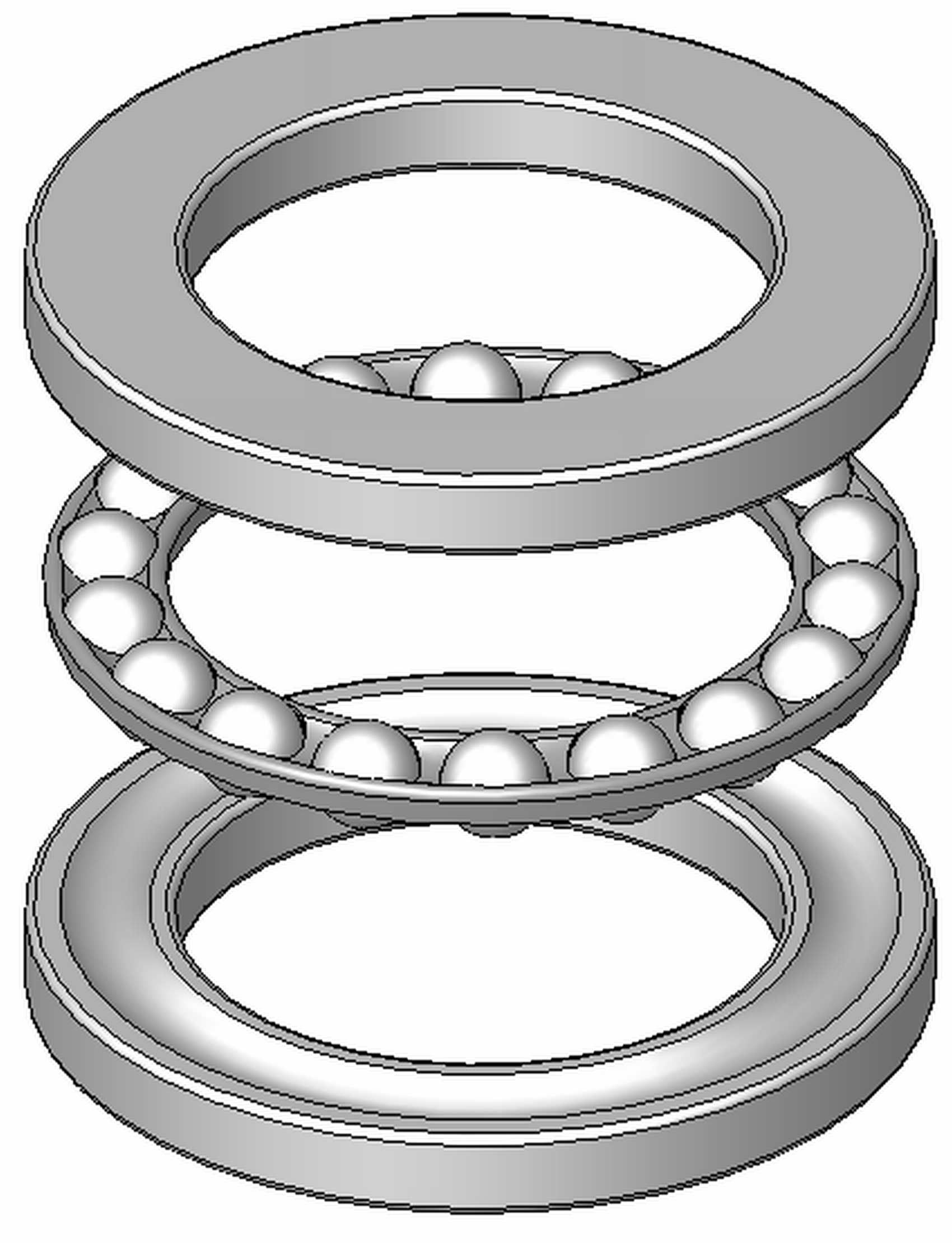
スラスト玉軸受

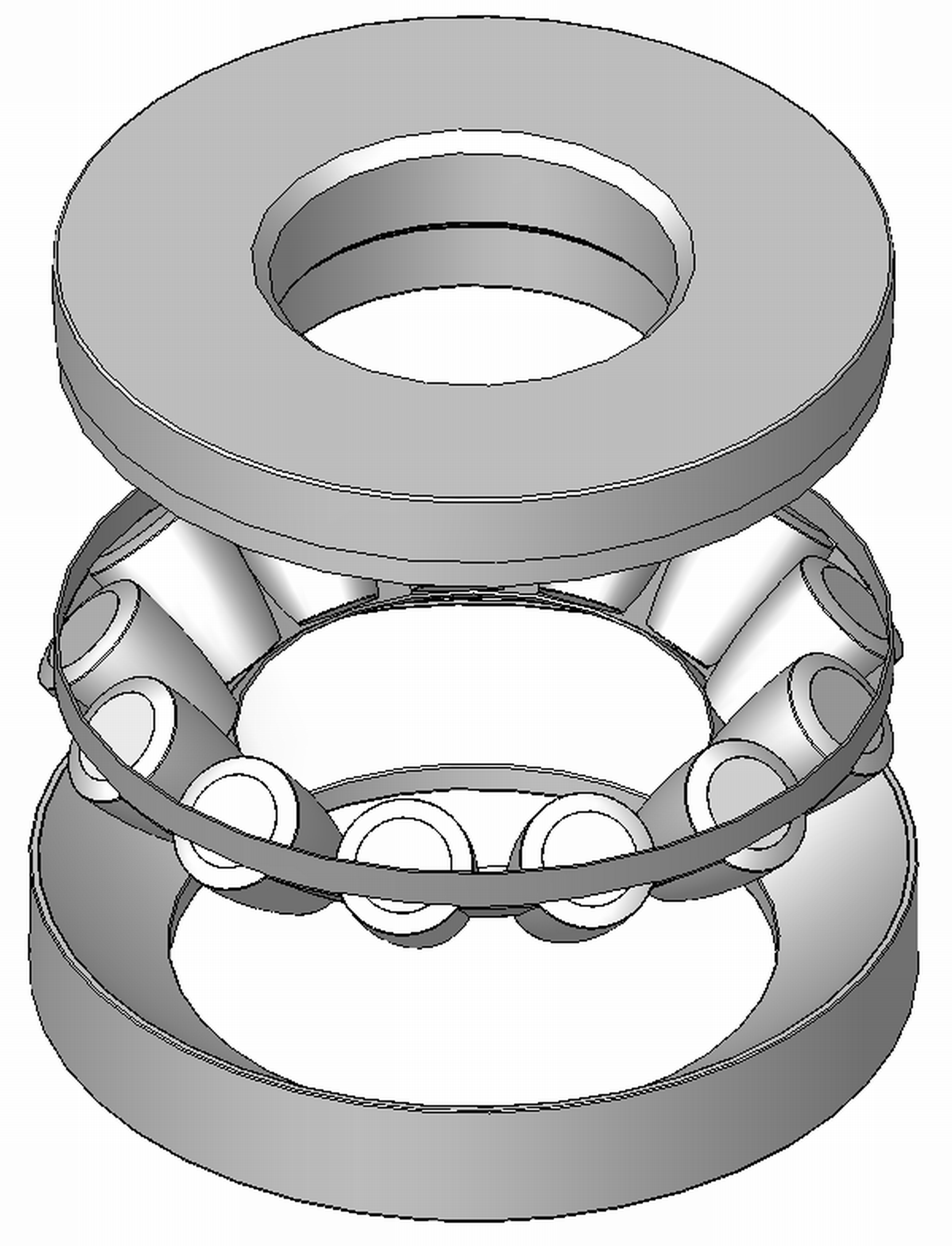
スラスト自動調心ころ軸受

スラスト軸受（スラストじくうけ、英語：thrust bearing）は、回転する物体の軸方向に働く力（スラスト、推力）を受け止める軸受である。スラスト・ベアリングとも言う。
平歯車、滑車では円周方向の力を支えるラジアル･ベアリングのみで用が足りるが、はすば歯車、かさ歯車、ねじ歯車などでは負荷の掛かる回転時に軸方向に力が働き、かみ合いを減らすように作用する。この結果、異音を発したり寿命を縮めたりする。これを防ぐためにはスラスト軸受が不可欠である。

## 種類
ボールベアリングには、スラスト・ベアリングといって単純にスラストだけを受ける構造のものと、ラジアル方向の力も同時に受ける構造のものが存在する。後者はアンギュラ･コンタクト･ボールベアリングとも言い、一般的なところでは自動車の車輪の付け根（ハブ (機械)）等に用いられている。
円すいころ軸受には円すい台形のころが用いられ、強大なトルクの伝達軸に用いることができる。
転動体の種類（玉、ころ）とその配置により下記の種類がある。
- スラスト玉軸受
- スラストアンギュラ玉軸受
- スラスト円筒ころ軸受
- スラスト針軸受
- スラスト円すいころ軸受
- スラスト自動調心ころ軸受

## 構造
基本的には軌道板、転動体、保持器から構成される。軌道板は軸側に嵌合する軸軌道板と外周固定側に嵌合するハウジング軌道板がある。

## 規格
日本では、主要寸法を含め、JISで規格化されている。メーカー間の互換がはかられている。
- JIS B1512：転がり軸受―スラスト軸受―主要寸法，一般計画
- JIS B1536：転がり軸受―スラスト保持器付き針状ころ及びスラストワッシャ―寸法及び公差